# 川合達夫
川合 達夫（かわい たつお、1973年（昭和48年）5月2日 - ）は、平成時代に活躍したアマチュアレスリング選手。群馬県邑楽郡明和町出身。アトランタ、シドニーオリンピック代表。1994年から国体8連覇。

## 出身校
- 群馬県立西邑楽高等学校
- 日本体育大学体育学部

## 略歴
- 1996年、アトランタオリンピック出場。19位に入る
- 1999年、世界選手権出場。5位入賞を果たす
- 2000年、シドニーオリンピック出場。メダルが期待されたが予選敗退
- 2001年、東アジア大会優勝
- 2006-7年現在、群馬県立西邑楽高等学校教諭
- 2022年現在　　群馬県立太田高等特別支援学校教員

## 語録
- 「日本人だと思うから勝てないんです、俺はロシア人です」
- 「レスリングをやるとき、特に試合のときは相手を殺す気でやりなさい。その向こうに真の友情がある」
- 練習で押さえ込まれた彼のスパーリングの相手に、コーチが冗談交じりで「早く逃げないと死んじゃうよ!」と言ったのに対して、「こっちは殺す気でやってんだよォォ!!!」
- 「あのね〜正直言って最近のレスリングのルールとか、よく分からないんだよね〜」

## 人物
- 全日本選手権優勝後、なぜかNHKのアナウンサーに握手する。
- 東アジア大会決勝。接戦を制し勝利、満身創痍だったが、試合後、フラフラしながら電光掲示板に握手を求めに行く。
- 腰の負傷により2ヶ月間まともに練習しないまま望んだ99年世界選手権、日本人選手で唯一ベスト８まで進みシドニー五輪出場資格を獲得。
- 学生時代、じゃんけんで負けたものがロープ登りを一往復する『じゃんけんロープ』ではめられて、一人で連続20回往復する。
- シドニーオリンピック前、柔道との合同合宿で、当時、全日本で優勝した井上康生の兄と柔道で練習試合し、正面タックルで一本勝ち
- 合宿所で後輩に夜中いきなり麒麟って漢字どう書くのと聞いてくる、納得のいかない返答だと次の日の練習でいじめられる